# گالوست گلبنکیان
گالوست سارگیس گیولبنکیان یا گالوست گلبنکیان (به زبان ارمنی Գալուստ Սարգիս Կիւլպէնկեան - به زبان لاتین Calouste Gulbenkian)، (متولد ۲۳ مارس ۱۸۶۹ میلادی اسکودار-وفات ۲۰ ژوئیه ۱۹۵۵ لیسبون)، یک بازرگان و کارشناسان صنعت نفت و نیکوکاری ارمنی بود.

## زندگینامه
گالوست گلبنگیان در سال ۱۸۸۷ میلادی از دانشگاه کینگز لندن با مدرک مهندسی و کارشناس صنعت نفت فارغ‌التحصیل می‌شود. او برای مطالعه معادن نفت باکو به قفقاز می‌رود و گالوست نتیجه مطالعات خود را در قالب رساله‌ای دربارهٔ فرصت‌های بهره‌برداری از ذخایر نفت خاورمیانه تدوین می‌کند. از سوی وزیر معادن امپراتوری عثمانی مأموریت می‌گیرد گزارشی دربارهٔ امکان بهره‌برداری از چاه‌های نفت امپراتوری عثمانی و بخصوص میان رودان تهیه کند. در سال‌های بعد از جنگ جهانی اول در مذاکرات بین شرکت نفت ترکیه و شرکت‌های نفت انگلیسی و فرانسوی نقشی مهم بازی می‌کند و درصدی از مبلغ قراردادها را دریافت می‌کند.
به دلیل کشتار ارمنیان توسط دولت عثمانی، خانواده گلبنگیان به انگلیس مهاجرت می‌کنند. وی در لندن مجوز لازم را دریافت و اولین دفتر نفتی خود را تأسیس می‌کند. وی در لندن مشاور سفیران ترکیه و ایران در امور اقتصادی بوده‌است. در سال ۱۹۱۲ میلادی گلبنگیان (Turkish Petroleum Company) را تأسیس می‌کند. بعد از پایان جنگ جهانی اول اسم (Turkish Petroleum Company) را به (Iraq Petroleum Company) تغییر می‌دهد.
وقتی که در خلیج فارس اولین چاه نفتی پیدا می‌شود، گالوست به ایران سفر می‌کند و یکی از بنیانگذاران (British Petrolium)- بی‌پی می‌شود.
لردهای انگلیس حسودی می‌کردند که چگونه یک ارمنی توانست تمامی دنیا را به دست خود بگیرد. وی در ایران، عراق، عربستان سعودی زمین‌های نفتی داشته و از نزدیک با درآمدهای قانونی و غیرقانونی آنان آشنا بوده‌است. با مینجیگری وی مشکلات موجود میان ابرقدرت‌های دنیا حل شده‌است. در دنیا نفتی حرف‌های وی ارزش طلا داشته‌است.

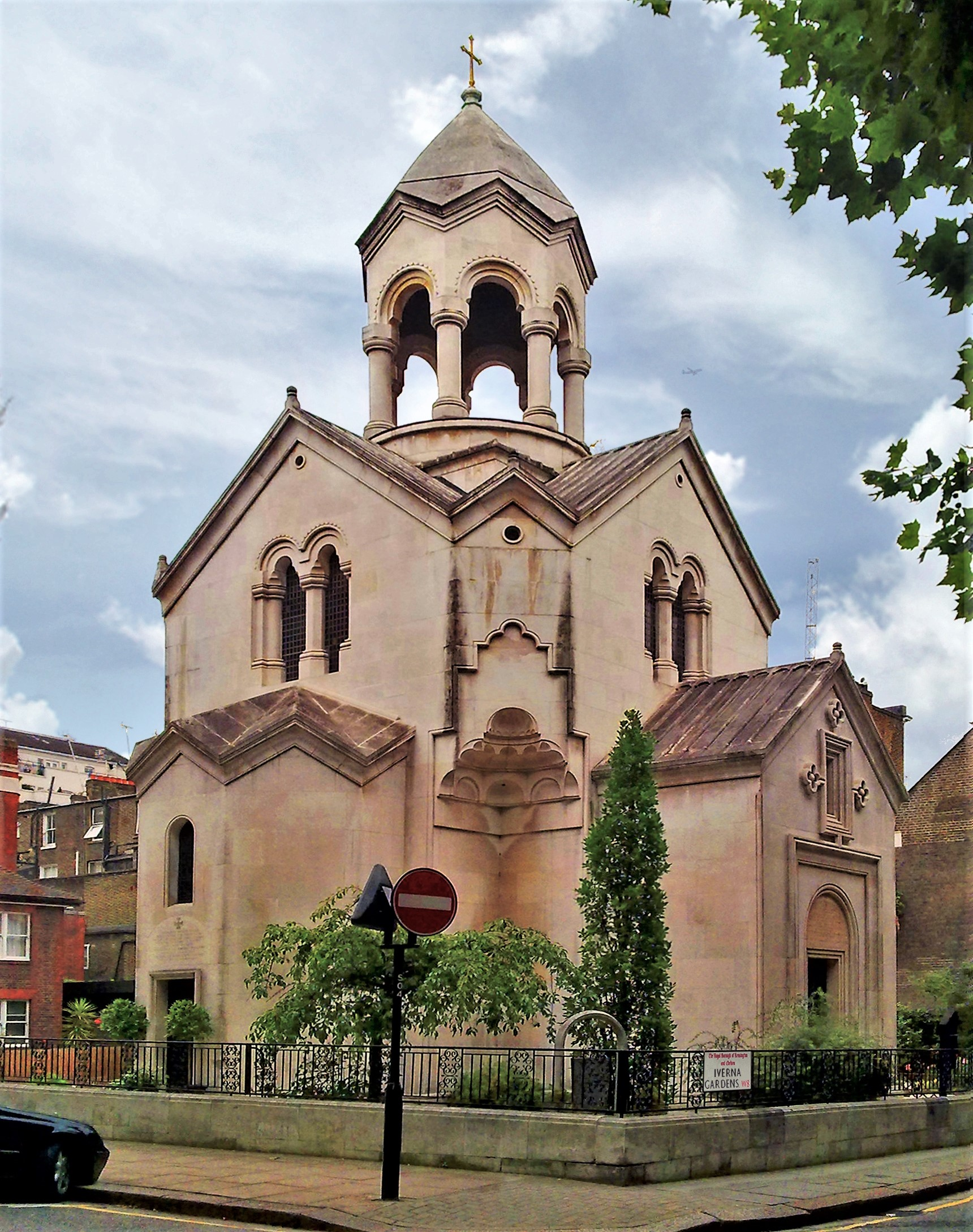
کلیسای سرکیس در کنزینگتون

در دهه ۲۰ سده بیستم جامعه ارمنی مقیم لندن به منظور تأسیس یک کلیسای ارمنی به این نیکوکار معروف مراجعه می‌کند. طی سال‌های ۱۹۲۲–۱۹۲۰ در لندن - کنزینگتون کلیسای سرکیس را با کمک مالی او ساخته می‌شود. در سال ۱۹۳۶ میلادی وی تصمیمی دربارهٔ تقدیم ثروت خود به دانشگاه دولتی ایروان اتخاذ کرد. «گیولبنکیان» ۴۰۰ هزار دلار به موزه اچمیادزین مقدس تقدیم می‌کند. در طول زندگی خود آرزو کرده به ارمنستان سفر کند، ولی دولت بلشویک‌ها ورود او را به ارمنستان را ممنوع کرده‌اند.
در سال ۱۹۴۲ میلادی وی در اروپا دنبال یک کشوری بود که دست آلمان نباشد. وی به پرتغال مهاجرت می‌کند. وی در هتل معروف «آوس» اقامات داشته‌است. وی تمام ثروت خود را به لیسبون انتقال می‌دهد.
در پرتغال ۱۳ سال زندگی کرده و طبق تصمیم خود بنیاد «گالوست گیولبنکیان» (Calouste Gulbenkian Foundation) باید در پرتغال بماند و بر اساس قوانین این کشور مدیریت شود؛ ولی بر اساس تصمیم وی درآمدهای این بنیاد باید مانند بنیاد نوبل برای پیشرفت تمامی مردم دنیا هزینه شود.

## فعالیت‌ها
- احداث بیمارستان سورپ پرکیچ در استانبول
- مرمت کلیسای جامع اچمیادزین
- تأسیس بنیاد گیولبنکیان و اعطای بورس تحصیلی به دانشجویان ارمنی در سراسر جهان